# Liste der Wappen mit dem Jülicher Löwen

Verbreitungskarten Jülicher Löwe
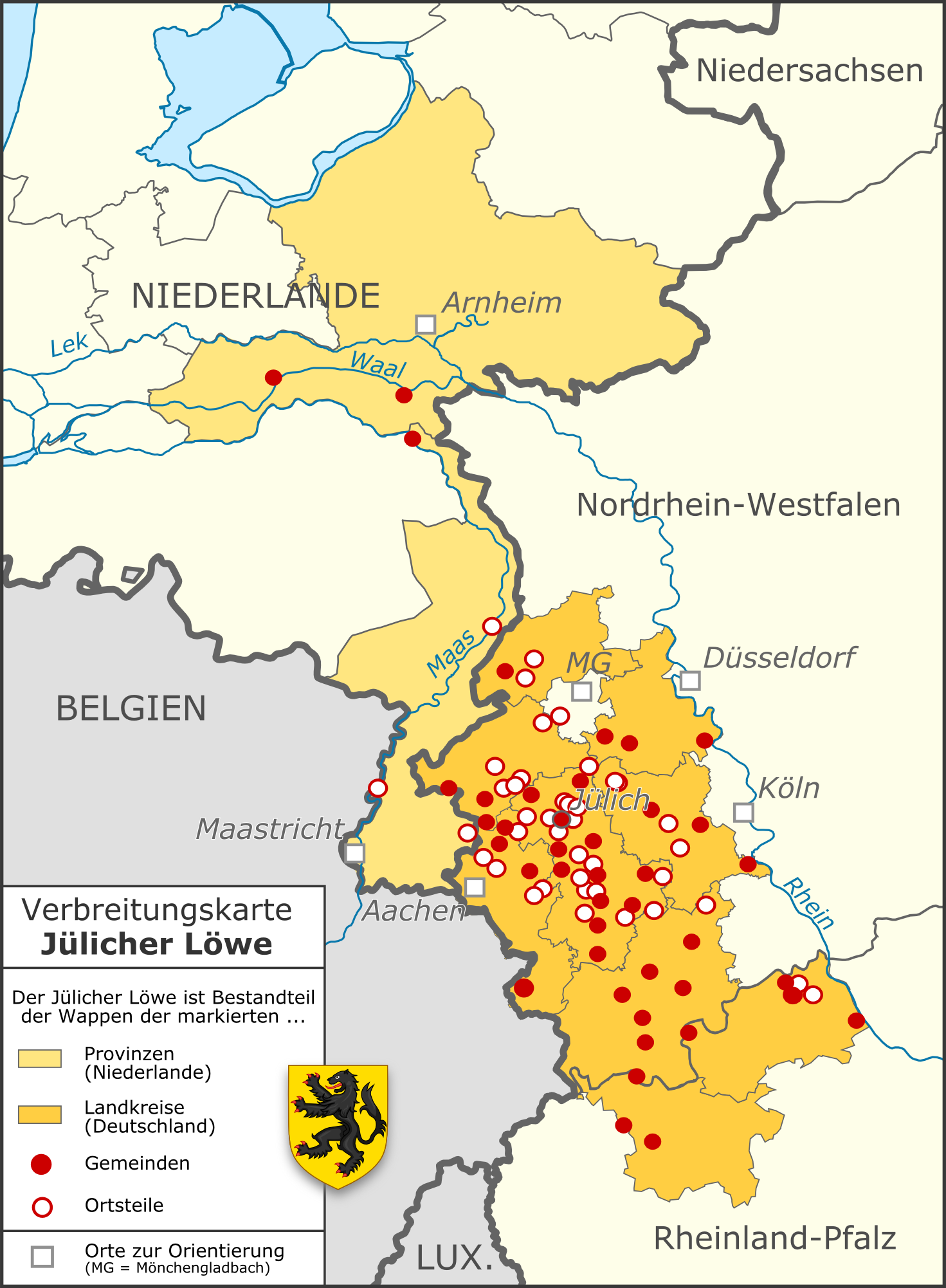
Der Jülicher Löwe als Wappentier des ehemaligen Herzogtums Jülich ist Bestandteil vieler aktuell verwendeter Kommunalwappen.
Im Kreis Düren haben heutzutage die Wappen von zwölf der 15 Gemeinden einen Bezug zum Jülicher Löwen.

Die Liste der Wappen mit dem Jülicher Löwen enthält amtliche Wappen (Kommunalwappen) und andere Wappen mit dem Jülicher Löwen als Wappentier.

## Wappenbeschreibung
| Jülicher Löwe als Wappentier. | Blasonierung: „In Gold ein schreitender, schwarzer, rot bezungter und rot bewehrter Löwe.“ |
| Jülicher Löwe als Wappentier. | Wappenbegründung: Der Löwe entstammt ursprünglich dem Wappen des Herzogtums Jülich (später Herzogtum Jülich-Berg und Vereinigte Herzogtümer Jülich-Kleve-Berg). In Kommunalwappen symbolisiert das Wappentier eine historische Verbundenheit mit dem Herzogtum Jülich. Durch die Jülicher (später Jülich und Bergische) Landesherrschaft bis 1795 verbreitete sich das Wappen mit dem Löwen über die Städte und Gemeinden des Territorium. |

Die nachfolgende Tabelle enthält neben den niederländischen Provinzen Limburg und Gelderland die deutschen Gebietskörperschaften und Körperschaften des öffentlichen Rechts in den Bundesländern Nordrhein-Westfalen und Rheinland-Pfalz, die den Jülicher Löwen im Wappen führen oder führten. Das heutige Gebiet, in dem das Wappen Verwendung findet beschränkt sich dabei hauptsächlich auf das Kerngebiet des ältesten Territoriums des Herzogtums Jülich sowie die Erwerbungen von Gebieten zwischen 1219 und 1511 und später.

## Amtliche Kommunalwappen
| Wappen | Körperschaft                     | Ortsname/Verwaltungsgebiet                        | Landkreis, kreisfreie Stadt, Region                                                                                 | Staat/Bundesland    |
| ------ | -------------------------------- | ------------------------------------------------- | --- | ------------------- |
| Wappen | Kommunalverband besonderer Art 1 | Städteregion Aachen                               | Gliederung: Aachen, Alsdorf, Baesweiler, Eschweiler, Herzogenrath, Monschau, Roetgen, Simmerath, Stolberg, Würselen | Nordrhein-Westfalen |
| Wappen | Landkreis                        | Landkreis Ahrweiler                               | Landkreis Ahrweiler                                                                                                 | Rheinland-Pfalz     |
| Wappen | Stadt 2                          | Alsdorf                                           | Städteregion Aachen                                                                                                 | Nordrhein-Westfalen |
| Wappen | Ortsteil                         | Amern zu Schwalmtal                               | Kreis Viersen | Nordrhein-Westfalen |
| Wappen | Stadt                            | Bad Münstereifel                                  | Kreis Euskirchen | Nordrhein-Westfalen |
| Wappen | Kreisstadt                       | Bad Neuenahr-Ahrweiler                            | Landkreis Ahrweiler                                                                                                 | Rheinland-Pfalz     |
| Wappen | Stadtteil                        | Bad Neuenahr zu Bad Neuenahr-Ahrweiler            | Landkreis Ahrweiler                                                                                                 | Rheinland-Pfalz     |
| Wappen | Stadt                            | Baesweiler                                        | Städteregion Aachen                                                                                                 | Nordrhein-Westfalen |
| Wappen | Stadtteil                        | Bardenberg zu Würselen                            | Städteregion Aachen                                                                                                 | Nordrhein-Westfalen |
| Wappen | Ortsteil                         | Beeck zu Wegberg                                  | Kreis Heinsberg | Nordrhein-Westfalen |
| Wappen | Ortsbezirk                       | Bengen zu Grafschaft                              | Landkreis Ahrweiler                                                                                                 | Rheinland-Pfalz     |
| Wappen | Stadt                            | Bergheim                                          | Rhein-Erft-Kreis | Nordrhein-Westfalen |
| Wappen | Stadtteil 3                      | Birgel zu Düren                                   | Kreis Düren | Nordrhein-Westfalen |
| Wappen | Stadtteil                        | Birkesdorf zu Düren                               | Kreis Düren | Nordrhein-Westfalen |
| Wappen | Stadtteil                        | Boisheim zu Viersen                               | Kreis Viersen | Nordrhein-Westfalen |
| Wappen | Stadtteil                        | Brachelen zu Hückelhoven                          | Kreis Heinsberg | Nordrhein-Westfalen |
| Wappen | Ortsgemeinde                     | Brohl-Lützing                                     | Landkreis Ahrweiler                                                                                                 | Rheinland-Pfalz     |
| Wappen | Stadtteil                        | Broichweiden zu Würselen                          | Städteregion Aachen                                                                                                 | Nordrhein-Westfalen |
| Wappen | Gemeinde                         | Brüggen                                           | Kreis Viersen | Nordrhein-Westfalen |
| Wappen | Stadtteil                        | Derichsweiler zu Düren                            | Kreis Düren | Nordrhein-Westfalen |
| Wappen | Stadt                            | Dormagen                                          | Rhein-Kreis Neuss                                                                                                   | Nordrhein-Westfalen |
| Wappen | Stadtteil                        | Dremmen zu Heinsberg                              | Kreis Heinsberg | Nordrhein-Westfalen |
| Wappen | Stadt                            | Düren                                             | Kreis Düren | Nordrhein-Westfalen |
| Wappen | Landkreis                        | Kreis Düren                                       | Kreis Düren | Nordrhein-Westfalen |
| Wappen | Landkreis                        | Kreis Euskirchen                                  | Kreis Euskirchen | Nordrhein-Westfalen |
| Wappen | Stadt                            | Euskirchen                                        | Kreis Euskirchen | Nordrhein-Westfalen |
| Wappen | Stadt                            | Eschweiler                                        | Städteregion Aachen                                                                                                 | Nordrhein-Westfalen |
| Wappen | Stadtteil                        | Eygelshoven zu Kerkrade                           | Provinz Limburg | Niederlande         |
| Wappen | Stadt                            | Frechen                                           | Rhein-Erft-Kreis | Nordrhein-Westfalen |
| Wappen | Gemeinde                         | Freialdenhoven zu Aldenhoven                      | Kreis Düren | Nordrhein-Westfalen |
| Wappen | Gemeinde 4                       | Froitzheim zu Vettweiß                            | Kreis Düren | Nordrhein-Westfalen |
| Wappen | Gemeinde                         | Gangelt                                           | Kreis Heinsberg | Nordrhein-Westfalen |
| Wappen | Stadt 5                          | Geilenkirchen                                     | Kreis Heinsberg | Nordrhein-Westfalen |
| Wappen | Provinz                          | Provinz Gelderland                                | Provinz Gelderland                                                                                                  | Niederlande         |
| Wappen | Stadtteil                        | Gemünd zu Schleiden                               | Kreis Euskirchen | Nordrhein-Westfalen |
| Wappen | Gemeinde                         | Grafschaft                                        | Landkreis Ahrweiler                                                                                                 | Rheinland-Pfalz     |
| Wappen | Stadtteil                        | Gressenich zu Stolberg                            | Städteregion Aachen                                                                                                 | Nordrhein-Westfalen |
| Wappen | Stadt                            | Grevenbroich                                      | Rhein-Kreis Neuss                                                                                                   | Nordrhein-Westfalen |
| Wappen | Stadt                            | Heimbach                                          | Kreis Düren | Nordrhein-Westfalen |
| Wappen | Stadtteil                        | Heimersheim zu Bad Neuenahr-Ahrweiler             | Landkreis Ahrweiler                                                                                                 | Rheinland-Pfalz     |
| Wappen | Landkreis                        | Kreis Heinsberg                                   | Kreis Heinsberg | Nordrhein-Westfalen |
| Wappen | Ortsteil                         | Horrem zu Kerpen                                  | Rhein-Erft-Kreis | Nordrhein-Westfalen |
| Wappen | Ortsgemeinde                     | Hümmel                                            | Landkreis Ahrweiler                                                                                                 | Rheinland-Pfalz     |
| Wappen | Gemeinde                         | Inden                                             | Kreis Düren | Nordrhein-Westfalen |
| Wappen | Ortsteil                         | Jackerath zu Titz                                 | Kreis Düren | Nordrhein-Westfalen |
| Wappen | Stadt                            | Jüchen                                            | Rhein-Kreis Neuss                                                                                                   | Nordrhein-Westfalen |
| Wappen | Stadt                            | Jülich                                            | Kreis Düren | Nordrhein-Westfalen |
| Wappen | Stadtteile                       | Jülich Kernstadt Drei Innenstadtbezirke zu Jülich | Kreis Düren | Nordrhein-Westfalen |
| Wappen | Gemeinde                         | Kall                                              | Kreis Euskirchen | Nordrhein-Westfalen |
| Wappen | Ortsteil                         | Kaster zu Bedburg                                 | Rhein-Erft-Kreis | Nordrhein-Westfalen |
| Wappen | Stadtteil                        | Kirchberg zu Jülich                               | Kreis Düren | Nordrhein-Westfalen |
| Wappen | Ortsteil                         | Königshoven zu Bedburg                            | Rhein-Erft-Kreis | Nordrhein-Westfalen |
| Wappen | Stadtteil                        | Koslar zu Jülich                                  | Kreis Düren | Nordrhein-Westfalen |
| Wappen | Gemeinde                         | Kreuzau                                           | Kreis Düren | Nordrhein-Westfalen |
| Wappen | Gemeinde                         | Langerwehe                                        | Kreis Düren | Nordrhein-Westfalen |
| Wappen | Stadtteil                        | Lendersdorf zu Düren                              | Kreis Düren | Nordrhein-Westfalen |
| Wappen | Provinz                          | Provinz Limburg                                   | Provinz Limburg | Niederlande         |
| Wappen | Ortsteil                         | Lindern zu Geilenkirchen                          | Kreis Heinsberg | Nordrhein-Westfalen |
| Wappen | Stadt                            | Linnich                                           | Kreis Düren | Nordrhein-Westfalen |
| Wappen | Stadtteil                        | Mausbach zu Stolberg                              | Städteregion Aachen                                                                                                 | Nordrhein-Westfalen |
| Wappen | Stadtteil                        | Merken zu Düren                                   | Kreis Düren | Nordrhein-Westfalen |
| Wappen | Stadtteil                        | Mersch zu Jülich                                  | Kreis Düren | Nordrhein-Westfalen |
| Wappen | Stadt                            | Monschau                                          | Städteregion Aachen                                                                                                 | Nordrhein-Westfalen |
| Wappen | Gemeinde                         | Mook en Middelaar                                 | Provinz Limburg | Niederlande         |
| Wappen | Landkreis                        | Rhein-Kreis Neuss                                 | Rhein-Kreis Neuss                                                                                                   | Nordrhein-Westfalen |
| Wappen | Gemeinde                         | Nettersheim                                       | Kreis Euskirchen | Nordrhein-Westfalen |
| Wappen | Stadt                            | Nideggen                                          | Kreis Düren | Nordrhein-Westfalen |
| Wappen | Gemeinde                         | Niederzier                                        | Kreis Düren | Nordrhein-Westfalen |
| Wappen | Stadt                            | Nijmegen                                          | Provinz Gelderland                                                                                                  | Niederlande         |
| Wappen | Gemeinde                         | Nörvenich                                         | Kreis Düren | Nordrhein-Westfalen |
| Wappen | Stadtteil                        | Nothberg zu Eschweiler                            | Städteregion Aachen                                                                                                 | Nordrhein-Westfalen |
| Wappen | Stadtteil                        | Obermaubach/Schlagstein zu Kreuzau                | Kreis Düren | Nordrhein-Westfalen |
| Wappen | Stadtteil                        | Pattern zu Jülich                                 | Kreis Düren | Nordrhein-Westfalen |
| Wappen | Gemeinde                         | Pingsheim zu Nörvenich                            | Kreis Düren | Nordrhein-Westfalen |
| Wappen | Landkreis                        | Rhein-Erft-Kreis                                  | Rhein-Erft-Kreis | Nordrhein-Westfalen |
| Wappen | Stadtteil                        | Rheindahlen zu Mönchengladbach                    | Mönchengladbach | Nordrhein-Westfalen |
| Wappen | Gemeinde                         | Siersdorf zu Aldenhoven                           | Kreis Düren | Nordrhein-Westfalen |
| Wappen | Gemeinde                         | Sievernich zu Vettweiß                            | Kreis Düren | Nordrhein-Westfalen |
| Wappen | Stadtteil                        | Stetternich zu Jülich                             | Kreis Düren | Nordrhein-Westfalen |
| Wappen | Stadtteil                        | Tegelen zu Venlo                                  | Provinz Limburg | Niederlande         |
| Wappen | Stadtteil 6                      | Teveren zu Geilenkirchen                          | Kreis Heinsberg | Nordrhein-Westfalen |
| Wappen | Gemeinde                         | Tiel                                              | Provinz Gelderland                                                                                                  | Niederlande         |
| Wappen | Gemeinde                         | Titz                                              | Kreis Düren | Nordrhein-Westfalen |
| Wappen | Gemeinde                         | Türnich zu Kerpen                                 | Rhein-Erft-Kreis | Nordrhein-Westfalen |
| Wappen | Stadt                            | Übach-Palenberg                                   | Kreis Heinsberg | Nordrhein-Westfalen |
| Wappen | Gemeinde                         | Großvernich zu Weilerswist                        | Kreis Euskirchen | Nordrhein-Westfalen |
| Wappen | Dorf                             | Urmond zu Stein                                   | Provinz Limburg | Niederlande         |
| Wappen | Gemeinde 7                       | Vettweiß                                          | Kreis Düren | Nordrhein-Westfalen |
| Wappen | Landkreis                        | Kreis Viersen                                     | Kreis Viersen | Nordrhein-Westfalen |
| Wappen | Stadtteil                        | Welldorf zu Jülich                                | Kreis Düren | Nordrhein-Westfalen |
| Wappen | Stadt 8                          | Wesseling                                         | Rhein-Erft-Kreis | Nordrhein-Westfalen |
| Wappen | Stadtteil                        | Würm zu Geilenkirchen                             | Kreis Heinsberg | Nordrhein-Westfalen |

## Ehemals amtliche Wappen
Die nachfolgende Tabelle listet kommunale Wappen auf, die nicht weiter amtlich verwendet werden. Das Jahr der Auflösung der wappenführenden Verwaltungseinheit ist jeweils in Klammern hinter dem Ortsnamen oder Gebiet angegeben.
| Wappen                 | Körperschaft    | Ortsname/Verwaltungsgebiet                       | Landkreis, kreisfreie Stadt, Region | Bundesland/Gebiet               |
| ---------------------- | --------------- | ------------------------------------------------ | ----------------------------------- | ------------------------------- |
| Wappen                 | Gemeinde        | Arcen en Velden                                  | Provinz Limburg (bis 2010)          | Niederlande                     |
| Wappen                 | Gemeinde        | Belfeld                                          | Provinz Limburg (bis 2001)          | Niederlande                     |
|                        | Gemeinde        | Swalmen                                          | Provinz Limburg (bis 2006)          | Niederlande                     |
| Wappen                 | Landkreis       | Kreis Bergheim (Erft) (bis 1972)                 |                                     | Nordrhein-Westfalen             |
| Wappen                 | Landkreis       | Landkreis Bonn (bis 1969)                        |                                     | Nordrhein-Westfalen             |
| Wappen                 | Gemeinde        | Bracht (bis 1969)                                | Kreis Kempen-Krefeld                | Nordrhein-Westfalen             |
| Wappen                 | Gemeinde        | Brüggen, Altgemeinde (bis 1969)                  | Kreis Kempen-Krefeld                | Nordrhein-Westfalen             |
| Wappen                 | Amt             | Hardt (bis 1929)                                 | Landkreis Gladbach                  | Freistaat Preußen, Rheinprovinz |
| Wappen                 | Stadtteil       | Doveren (bis 1972)                               | Hückelhoven                         | Nordrhein-Westfalen             |
| Wappen                 | Gemeinde        | Dremmen (bis 1968)                               |                                     | Nordrhein-Westfalen             |
| Wappen                 | Stadt           | Dülken (bis 1969)                                | Kreis Kempen-Krefeld                | Nordrhein-Westfalen             |
| Wappen                 | Stadt           | Geilenkirchen (bis 1972)                         | Kreis Heinsberg                     | Nordrhein-Westfalen             |
| Wappen                 | Landkreis       | Kreis Geldern (bis 1974)                         |                                     | Nordrhein-Westfalen             |
| Wappen                 | Stadt           | Gladbach-Rheydt (1929–1933)                      |                                     | Freistaat Preußen, Rheinprovinz |
| Wappen                 | Landkreis       | Kreis Grevenbroich (bis 1974)                    |                                     | Nordrhein-Westfalen             |
| Wappen                 | Gemeinde        | Alsdorf (bis 1971)                               |                                     | Nordrhein-Westfalen             |
| Wappen                 | Amt             | Horrem (bis 1975)                                |                                     | Nordrhein-Westfalen             |
| Wappen                 | Landkreis       | Kreis Jülich (bis 1972)                          |                                     | Nordrhein-Westfalen             |
| kein Wappen vorliegend | Bürgermeisterei | Kleingladbach (bis 1935)                         | Kreis Erkelenz                      | Freistaat Preußen, Rheinprovinz |
| Wappen                 | Landkreis       | Landkreis Köln (bis 1972)                        |                                     | Nordrhein-Westfalen             |
| Wappen                 | Ortsteil        | Lövenich (bis 1972)                              | Erkelenz                            | Nordrhein-Westfalen             |
| Wappen                 | Stadt           | Mönchengladbach (bis 1975)                       |                                     | Nordrhein-Westfalen             |
| Wappen                 | Landkreis       | Selfkantkreis Geilenkirchen-Heinsberg (bis 1972) |                                     | Nordrhein-Westfalen             |
| Wappen                 | Landkreis       | Kreis Schleiden (bis 1972)                       |                                     | Nordrhein-Westfalen             |
| Wappen                 | Stadtteil       | Tegelen (bis 2001) zu Venlo                      | Provinz Limburg                     | Niederlande                     |
| Wappen                 | Amt             | Titz (bis 1971)                                  |                                     | Nordrhein-Westfalen             |
| Wappen                 | Gemeinde        | Waldniel (bis 1969)                              |                                     | Nordrhein-Westfalen             |
| Wappen                 | Landkreis       | Kreis Kempen-Krefeld (bis 1974)                  |                                     | Nordrhein-Westfalen             |

## Der Jülicher Löwe in Wappen der Bundeswehr
Das Jägerbataillon 533 sowie das Panzerbataillon 533, die in der Dürener Panzer-Kaserne stationiert waren, verwenden den Jülicher Löwen in ihren Wappen.

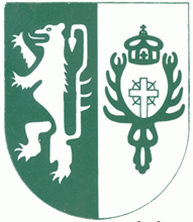
Jägerbataillon 533 Düren, Panzer-Kaserne
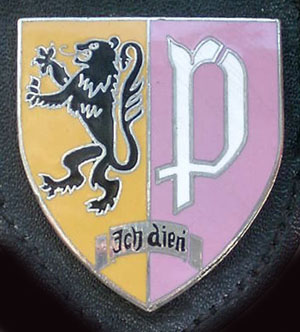
Panzerbataillon 533 Düren, Panzer-Kaserne

## Weitere Wappen und Logos mit dem Jülicher Löwen
Der Jülicher Löwe hat auch in anderen Wappen sowie in Firmen- und Vereinslogos Einzug gefunden. Es folgt eine Auswahl der Wappen.

Brohler Quelle; Marke der Tönissteiner Privatbrunnen mit Stammsitz in Brohl-Lützing
Sportverein DJK Löwe Hambach in Hambach